# Palaeotorymus
Palaeotorymus is een geslacht van vliesvleugeligen uit de familie Torymidae. De wetenschappelijke naam van dit geslacht is voor het eerst geldig gepubliceerd in 1910 door Brues.

## Soorten
Het geslacht Palaeotorymus omvat de volgende soorten:
- Palaeotorymus aciculatus Brues, 1910
- Palaeotorymus laevis Brues, 1910
- Palaeotorymus renzii (Peñalver & Engel, 2006)
- Palaeotorymus striatus Brues, 1910
- Palaeotorymus typicus Brues, 1910